# アンズタケ属
アンズタケ属（杏子茸属、学名：Cantharellus）は、多くの味の良い食用菌を含むアンズタケ目アンズタケ科の担子菌の分類名である。植物と共生する菌根菌であるため、栽培が非常に難しい。よく似た外観を持つツキヨタケ属のOmphalotus olearius (ツキヨタケの近縁種)には毒があるため、採集して食用に供する際には注意が必要である。鮮やかな黄色をしたアンズタケは最も有名な食用菌の一つで、アジア、ヨーロッパ、北アメリカ、オーストラリアなど世界の広い範囲で見ることができる。初夏から秋のはじめにかけて、針葉樹のモミ、マツ、ツガまたは広葉樹との混合樹林に発生する。放射性物質のセシウム137等を特異的に蓄積することが知られている。
かつてアンズタケ属だと思われていたいくつかのキノコが、詳しい調査の結果、現在ではクロラッパタケ属（Craterellus）に分類し直されている。

## 主な種
アンズタケ属には、よく知られた多くの種が含まれるが、そのうち最も有名なものはアンズタケである。
- アンズタケ（C. cibarius）:アンズタケ属で最もよく知られた種である。橙か黄色の色で、肉付きのよい漏斗形のキノコである。傘の裏は根元に近いところからひだになっており、軸は根元の方ほど細くなっている。果物のような香りとピリッとした味を持ち、食用菌として好まれている。香りの強さには個体差がある。

- シロアンズタケ（C. subalbidus）:アメリカ合衆国のカリフォルニア州と太平洋岸北西部に見られる。色が白っぽく、軸が太い以外はアンズタケとよく似ている。固体数が少ないが、アンズタケと同様に扱われる。

- C. formosusは近年アンズタケとは別種であることが分かった。アメリカ合衆国北西部の森林でベイマツやベイトウヒと共生している。この菌はオレゴン州に豊富で、経済的にも価値があることからオレゴン州の州菌に指定されている。

- ヒナアンズタケ（C. minor）はアンズタケより小型で、食用とされる。

- トキイロラッパタケ（C. luteocomus）は極めて小型のキノコである。食用とされる。

- ベニウスタケ（C. cinnabarius）はアンズタケに似ているが、より小型で、色は赤みがかった橙色から朱色である。

## 食品としての利用

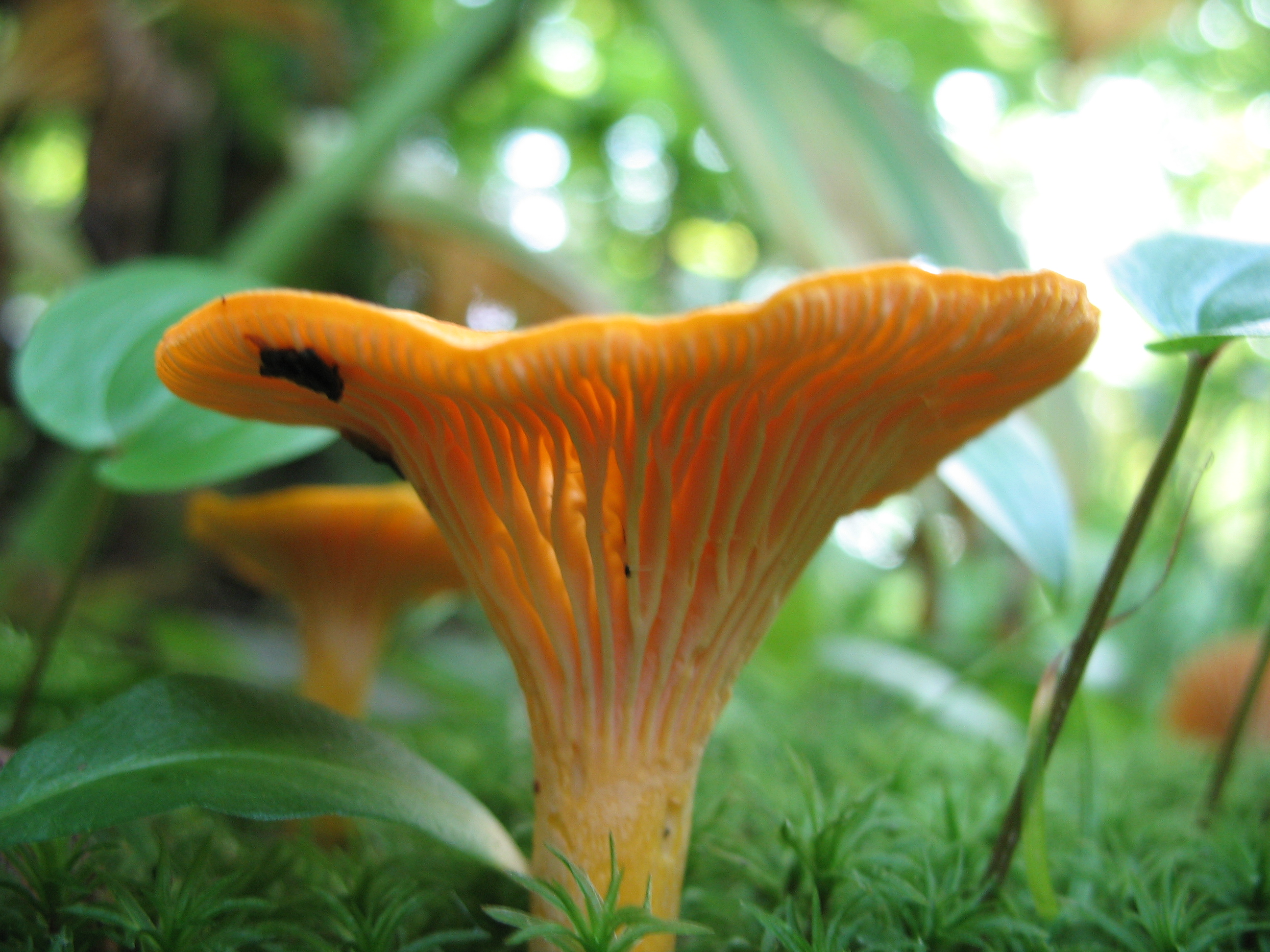
アンズタケ

アンズタケは卵、カレー、鶏肉、豚肉、仔牛肉などとよく合い、ピザのトッピングやシチュー、マリネ、フライ、クレープの具などに用いられる。もちろんこれらは一例であり、アンズタケは様々な料理の素材となる。
また特にウィーン料理によく用いられる。

## 加工と貯蔵
キノコは水分を多く含むため、じっくり火を通して水分を飛ばすことが多い。洗浄した後スライスし、ふたをして強火にかける。キノコから水分が出てきたら、さらに加熱して水分を蒸発させてしまうか、汁気を切ってソースに使うこともできる。
アンズタケはピクルスにされることもある。塩水を沸騰させ、コショウ、マスタードシード、タイムなどの香辛料を加える。キノコを5-10分ほど軽く浸し、煮汁と一緒に滅菌した瓶に詰める。香り付けにニンニクやイノンドを加えてもよい。漬け汁はスープの出汁になる。この方法でアンズタケは6ヶ月間から12ヶ月間保存できる。
その他に、単に乾燥させることも行われる。摂氏65度以下の低温のオーブンでじっくり乾燥させる。量が多い場合はフリーズドライも有効な保存方法である。乾燥したキノコを調理する前に水につけると、元の大きさに戻る。乾燥キノコは新鮮なものと同様に料理でき、ほぼ永久に保存できる。
新鮮なアンズタケは冷蔵庫で10日間ほど保存できる。

## 毒性
極微量のノルカペラチン酸や、毒キノコのタマゴテングタケなども含有するアマトキシン類を含有している。

## アンズタケ属に類似の種
ヒロハアンズタケ属のヒロハアンズタケ（Hygrophoropsis aurantiaca）は、アンズタケよりも小さくて鮮やかな橙色の傘を持つ。これは食べられるが多くは捨てられる。また前述のOmphalotus oleariusには毒があるため食べられない。傘は薄く、暗いところで発光する。